# Robledo de Fenar
Robledo de Fenar es una localidad española perteneciente al municipio de Matallana de Torío, en la provincia de León, comunidad autónoma de Castilla y León. 
Situado sobre el Arroyo de Remodín, afluente del Arroyo del Valle de Fenar, afluente a su vez del Río Torío.
Los terrenos de Robledo de Fenar limitan con los de Orzonaga al norte, Matallana de Torío al noreste, Robles de la Valcueva y Naredo de Fenar al este, Pardavé al sureste, Solana de Fenar al suroeste, y Llombera al noroeste.
Perteneció al antiguo Concejo de Fenar.